# Darwin-Instabilität
Die Darwin-Instabilität (nach George Howard Darwin) ist ein instabiler Zustand in der Verteilung von Drehimpuls in Doppelsternsystemen.
Die Darwin-Instabilität tritt auf, wenn der Drehimpuls in der Rotation der Sterne einen Schwellwert von einem Drittel des Bahndrehimpulses aus der Bewegung der Sterne um ihr gemeinsames Gravizentrum überschreitet. Dies führt dazu, dass die Gezeitenkräfte die Rotation des schweren Sterns nicht mehr mit der Umlaufdauer des Doppelsternsystems synchronisieren können. Die Bahngeschwindigkeit ist nun größer als die Rotationsgeschwindigkeit des primären Sterns, und in der Folge setzt ein schneller Übertrag von Drehimpuls auf den primären Stern ein. Dieser reagiert mit einer Abplattung auf die höhere Rotationsgeschwindigkeit, wodurch sich die Reibung der Atmosphären zwischen den beiden Sternen erhöht. Die Reibung führt zu einer spiralförmigen Bewegung des kleineren Sterns um den primären Stern bis aus dem Doppelsternsystem ein schnell rotierender Einzelstern entstanden ist.
Es wird angenommen, dass die Darwin-Instabilität zur Entstehung von blauen Nachzüglern aus W-Ursae-Majoris-Sternen führt. Der 2008 beobachtete Ausbruch der leuchtkräftigen roten Nova V1309 Sco könnte ebenfalls Folge einer Darwin-Instabilität sein.